# Taintnops goloboffi
Espèce
Taintnops goloboffi est une espèce d'araignées aranéomorphes de la famille des Caponiidae.

## Distribution
Cette espèce est endémique de la région de Coquimbo au Chili,.

## Description
Taintnops goloboffi compte deux yeux. Le mâle holotype mesure 2,34 mm et la femelle paratype 3,50 mm.

## Étymologie
Cette espèce est nommée en l'honneur de l'arachnologiste chilien Pablo A. Goloboff.

## Publication originale
- Platnick, 1994 : A review of the Chilean spiders of the family Caponiidae (Araneae, Haplogynae). American Museum novitates, no 3113, p. 1-10 (texte intégral).